# 特羅斯強卡 (科洛梅亞區)
48°29′17″N 25°7′28″E / 48.48806°N 25.12444°E
特羅斯強卡（烏克蘭語：Тростянка），是烏克蘭的村落，位於該國西部伊萬諾-弗蘭科夫斯克州，由科洛梅亞區負責管轄，面積4.86平方公里，2001年人口511，人口密度每平方公里105.14人。